# Marigny de Grilleau
Henri-Bernard Marigny de Grilleau (* 1. August 1855 in Pau; † 25. Februar 1942 in Beausoleil) war ein französischer Mathematiker, professioneller Glücksspieler und angeblicher Sachverständiger der Spielbank Monte Carlo, der in den 1920er Jahren mit Unterstützung des Casinos herausfinden sollte, ob es eine Möglichkeit gäbe, das Roulette zu schlagen und dauerhaft zu gewinnen. Aufgrund seiner zum Teil fehlerhaften Berechnungen, die als Grundlage seiner klassische Theorie des Roulettespielens dienten, wird jedoch an seiner Berufsausübung als Mathematiker gezweifelt.
Seine Erkenntnisse publizierte er 1926 in seinem Buch „Le gain scientifique d'une seule unité“ (deutsch: Der wissenschaftliche Gewinn einer einzigen Einheit). Nach Erarbeitung des sogenannten Gesetz des Escarts, Grundlage seiner Wahrscheinlichkeitsberechnungen, kommt er zu dem Schluss, dass ein dauerhafter hoher Gewinn für den Spieler unwahrscheinlich, jedoch ein ausgleichendes Spiel möglich ist. Die darauf basierende Methode Marigny umfasst 12 verschiedene Regeln, beispielsweise nur einfache Chancen zu spielen und den Einsatz nur als Chip zu verstehen und nicht als Geld wahrzunehmen, um impulsives Verhalten am Spieltisch zu vermeiden.

## Ausgaben
- Le gain scientifique d'une seule unité sur toute attaque d'une figure séléctionnée à la roulette ou au trente et quarante assuré par des probabilités convergentes basées sur les lois du hasard ou le rythmes de la fatalité periodique. Ed. Mullot, Marseille, 1926
- Le gain scientifique sur les chances multiples de la roulette – Traité Pratique des Ecarts ed des Absences necessaires pour attaquer avec succès chacune des chances, Ed. Marigny, Beausoleil, 1931.
- Der wissenschaftliche Gewinn einer einzigen Einheit. ISBN 3-938984-05-8.
- Ein Stück pro Angriff. Übers. von Gernot Mandelkow. ISBN 3-940553-00-X.